# بربن
تعتبر تمور البربن من تمور العراق الحمراء اللون في مرحلة البسر و البنية الداكنة في مرحلة التمر وتمور البربن ذات مذاق حلو و مريح وقوامه لين وهش أثناء مرحلة الرطب و التمر وتعتبر تمور البربن مبكرة النضج وترغبه عامة الناس في مرحلة الرطب لذا فهو يستهلك في هذه المرحلة أما تموره فتكون معرضة للفساد إذا لم تخزن في المخازن المبردة ويعتبر البربن من تمور بغداد غير واسعة الانتشار .
وهو لقب للأشخاص من عشائر سامراء نسبه إلى جدهم الذي كان يجلب هذا التمر المميز.

## مزايا تمور البربن
```
  * شكل التمرة بيضاوي مقلوب
  * لون القمع أصفر محمر
  * التمر يستهلك رطبا ً وتمرا ً
  * الثمر يصلح للخزن المبرد
  * لون البذرة بنيه
  * الثمرة خالية من المادة العفصية
  * الثمرة قليلة 
الألياف

  * لون التمر بني غامق إلى أسود
  * معدل وزن التمرة متوسط
  * التمرة منتفخة بشكل عام
  * طول الثمرة 4.2 – 5 سم
  * وزن الثمرة 12 – 15 غم
  * نسبة اللحم 94.1 %
  * وزن النواة 1.26 غم
  * الثمرة حلوة المذاق وذات نكهة مميزة
  *  تستهلك رطب وتمرا ً
```

## مزايا نخلة البربن
- موعد التزهير – متوسط
- موعد النضج – متوسط
- إنتاجية النخلة 80 – 120 كغم/سنة
- النخلة متأقلمة وسريعة النمو
- الجذع ضخم
- السعف طويل وسميك
- مقاوم للملوحة
- مقاوم للجفاف
- غير حساس للرطوبة

## القيمة الغذائية لتمر البربن
- دهون: 0.3 غم

- الرطوبة: 20-25%

- كربوهيدرات: 65 غم

- فيتامين ب : 0.05 ملغم

- فيتامين ا: 50 وحدة

- البروتين: 1.2 غم

- كل 100 غم تمر: 353 سعرة حرارية

- بوتاسيوم: 7.1 ملغم

- حديد: 2.1 ملغم

- كالسيوم: 65 ملغم. [1]